# M50 (Mashreq)
De M50 is een primaire oost-westroute in het Internationaal wegennetwerk van de Arabische Mashreq, die de hoofdsteden Bagdad en Caïro met elkaar verbindt. De weg begint in Bagdad en loopt daarna via Karbala, 'Ar'ar, Sakakah, Tabuk, Akaba en Nuweiba naar Caïro. Daarbij voert de weg door vier landen, namelijk Irak, Saoedi-Arabië, Jordanië en Egypte.
De M50 is tussen Qalibah en Tabuk ook onderdeel van de M45 en tussen Haql en Nakhel van de M55.

## Nationale wegnummers
De M50 loopt over de volgende nationale wegnummers, van oost naar west:
| Nummer        | Tracé                   |
| Irak          | Irak                    |
| ------------- | ----------------------- |
| 9             | Bagdad - Karbala        |
| 22            | Karbala - Saoedi-Arabië |
| Saoedi-Arabië |                         |
| 80            | Irak - Tabuk            |
| 15            | Tabuk - kruising 15-394 |
| 394           | kruising 15-394 - Haql  |
| 5             | Haql - Jordanië         |
| Jordanië      |                         |
| -             | Saoedi-Arabië - Egypte  |
| Egypte        |                         |
| -             | Jordanië - Caïro        |

M5 · 
M7 · 
M9 · 
M10 · 
M15 · 
M20 · 
M25 · 
M30 · 
M35 · 
M40 · 
M45 · 
M47 · 
M50 · 
M51 · 
M55 · 
M60 · 
M65 · 
M67 · 
M70 · 
M75 · 
M80 · 
M90 · 
M100